# خالق در بودایی‌گرایی
بودیسم دینی است که اعتقاد به الهه آفریننده یا هر موجود الهی ابدی شخصی را دربر ندارد. تعالیم بودیسم چنین می‌گوید که در دکترین سامسارا یا تولد ادواری، موجودات الهی به نام دیواها (گاهی به «خداها» ترجمه می‌شود) و سایر الهه‌های بودایی، آسمان‌ها و تولد دوباره وجود دارند. بودیسم تعلیم می‌دهد که هرچند این خداها عمر بسیار طولانی دارند، اما هیچ‌یک از آنها آفریدگار یا یک موجود ابدی نیستند. در بودیسم، دیواها نیز در چرخه تولد دوباره حبس شده‌اند و تمام آنها الزاماً نیکوسرشت نیستند. با وجودیکه بودیسم شامل خدایان چندگانه است، تمرکز اصلی آن روی آنها نیست. پیتر هاروی این آئین را «فرا شرک» می‌نامد.
متون بودایی همچنین ادعا می‌کنند که از خدایان دنیوی مانند ماهابراهما اشتباهاً به عنوان خالق تعبیر شده‌است. هستی‌شناسی بودایی از دکترین پدیدآیی وابسته، پیروی می‌کند که بر اساس آن تمام پدیده‌ها در وابستگی به سایر پدیده‌ها بروز می‌کنند، ازینرو هیچ پدیدهٔ جنبنده‌ای که ساکن باشد، نمی‌تواند تأیید یا شناخته شود. در متون اولیه بودایی نیز نشان داده شده که گواتاما بودا گفته‌است او هیچ آغازی را برای کائنات ندیده‌است.
در طی قرون وسطی، فیلسوفان بودایی همچون واسوباندو، آفرینش‌گرایی و خداشناسی هندوئیسم را به صورت گسترده تکذیب کردند. از این جهت برخی از دانشمندان مدرن مثل ماتیو کاپستین این مرحله بودیسم را به عنوان خداستیزی معرفی می‌کنند.
علی‌رغم سنت اصلی خداناباوری در بودیسم، عده‌ای از نویسندگان مانند «بی. آلان والاس» متوجه شد که بعضی دکترین در وجره‌یانه بودیسم مشابه به تعدادی از دکترین‌های خدا باورانه خلقت است.

## متون ابتدائی بودیسم
«دامین کیون» ذکر می‌کند که در «سامیوتا نیکایا» بودا، تولد ادواری را به گونه‌ای می‌بیند که این پدیده بر می‌گردد به «چند صد هزار قرن ازلی بدون این که آغاز آن معلوم باشد.» سامیوتا نیکایا ۱۵:۱ و ۱۵:۲ چنین بیان می‌کند: «آغاز این وجود ادواری غیرقابل کشف است. نقطه آغاز موجوداتی که قدم بزنند و حرکت کنند بنابر نبود علم و اشتیاق مشخص نشده‌است.»
از نظر «ریچارد هایس» بودیسم‌شناس، متون ابتدائی نیکایای بودایی به سؤال وجود یک خدای خالق، «اساساً یا از نقطه نظر معرفت شناختی یا هم از نقطه نظر اخلاقی» می‌پردازد. در این متون، بودا به عنوان یک شخص خداناباور که مدعی‌است می‌تواند عدم موجودیت خدا را ثابت کند، به تصویر کشیده نشده، بلکه تمرکز او بالای ادعاهای معلمان دیگر است که تعالیم آنها منتج به نیکویی والا می‌شود.
به نظر ریچارد هایس، در تویجا سوتا‏ (DN 13) یک منازعه میان دو برهمن بیان شده، در مورد این که چگونه می‌شود با براهما (براهماساویاتا)، متعالی‌ترین خدا، خدایی که هیچ‌کسی از او والاتر نیست و او همگی را می‌بیند، به بهترین وجه متحد شد. اما بعد از این که بودا آنها را زیر سؤال می‌برد، معلوم می‌شود که آنها هیچ تجربه مستقیمی از این براهما ندارند. بودا هدف مذهبی آنها را مضحک، پوچ و میان‌تهی می‌خواند.
هایس همچنین متوجه می‌شود که در متون اولیه، بودا نه به عنوان یک خداناباور، بلکه به عنوان یک آدم شکاک، کسی که بر علیه گمانه‌زنی دینی خصوصاً گمانه‌زنی در مورد خدا، به تصویر کشیده می‌شود. در مورد دیواداها سوتا (ماجیما نیکایا‏ ۱۰۱)، هایس می‌گوید: «خواننده به این نتیجه می‌رسد که این متعلقات ما است نه خدا، کارهایی که در زندگی‌های قبلی انجام دادیم، تقدیر، نوع تولد یا تلاش‌های ما در این زندگی که مسئول اند تا ما غم و درد ببینیم، هیچ بیان نظام‌مندی وجود ندارد که موجودیت خدای را نفی کند.»
نارادا تیرا نیز اذعان می‌دارد که بودا در آنگوتارا نیکایا، به صورت خاص، دکترین آفرینش به واسطه یک معبود عالی (اصطلاحاً ایشوارا) را به چالش می‌کشد و نقد می‌کند. این دکترین آفرینش به واسطه یک خدای متعال را به این شکل تعریف می‌کنند: «هر نوع خوشحالی، درد یا احساس عادی که یک شخص دارد تمام آن بنابر آفرینش از سوی معبود عالی (ایسارانیماناهیتو) است.» بودا این نظریه را مورد نقد قرار داد چون به نظر او این یک آموزه تقدیرگرایانه بوده و باعث سستی یا تنبلی می‌شود:
«بنابراین، در نتیجه آفرینش توسط یک معبود عالی، انسان‌ها قاتل، دزد، بی‌عفت، دروغ‌گو، تهمت‌گر، سوءاستفاده‌گر، فضول، حریص، بدخواه و گمراه می‌شوند. ازین رو آنهایی که فکر می‌کنند دلیل اصلی آفرینش توسط خدا است، نه اشتیاق و نه تلاش می‌ورزند. نه هم لازم می‌بینند که این کار را انجام دهند یا از آن کار بپرهیزند.»‏
در یکی دیگر از سوتاهای اولیه (دیواداهاسوتا، ماجیما نیکایا ۱۰۱)، بودا چنین نظر دارد که درد و رنجی را برخی از مردم تجربه می‌کنند اگر آفریده شده از سوی یک خدا باشد، پس این خدا احتمالاً یک خدای بدکاره است:
«اگر خوشحالی و دردی را که موجودات حس می‌کنند به وسیله عمل تکوینی یک خدای تعالی ایجاد شده باشند، در آن صورت این نیگانتاها مطمئناً باید از سوی یک خدای متعال بدکاره خلق شده باشد، چون انسان‌ها احساس، درد و عذاب سوزناک دارند»

### خدایان متعال که اشتباهاً خالق پنداشته شده‌اند

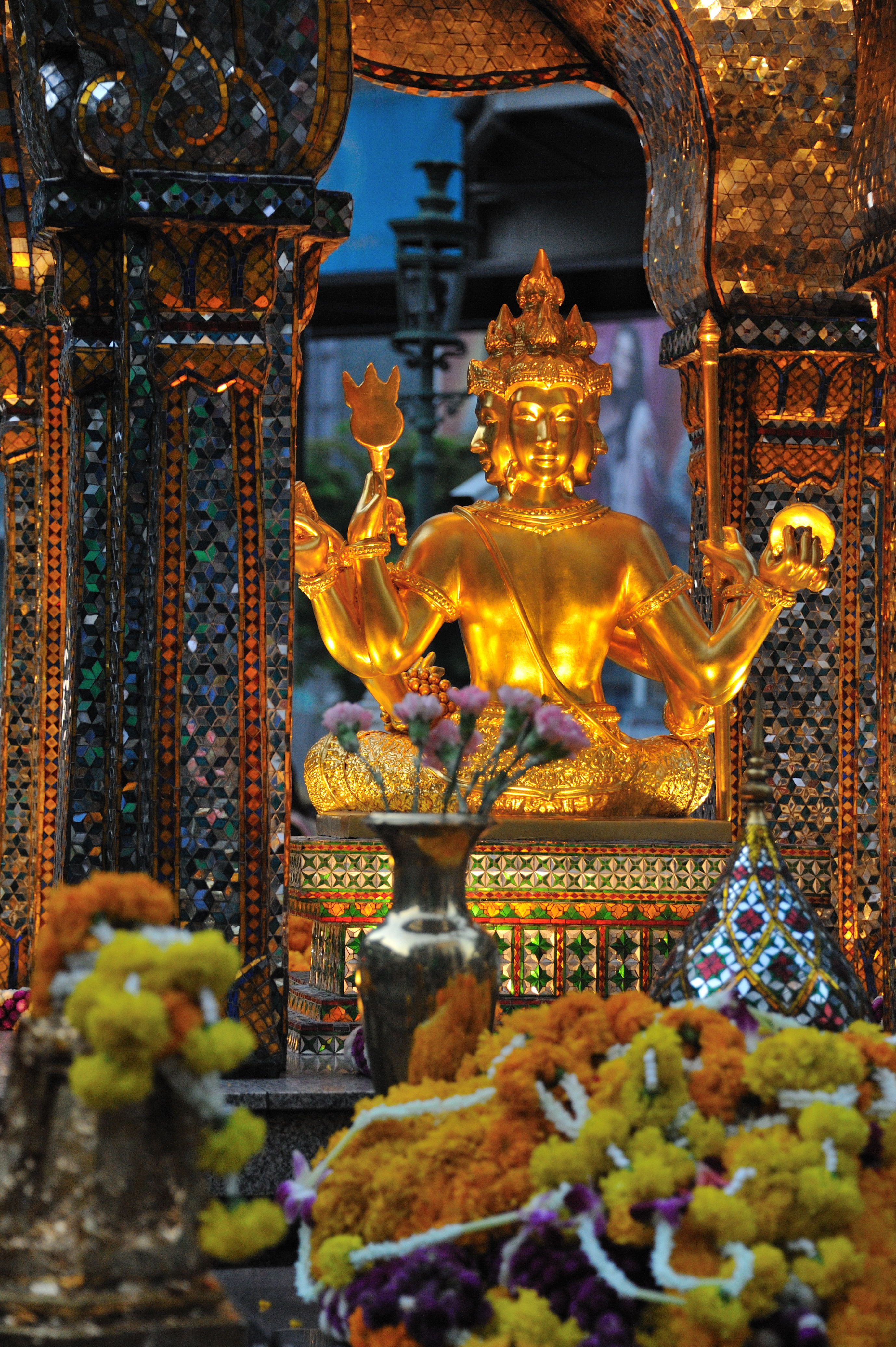
خدای متعال، براهما را اغلب به عنوان شیئ مورد پرستش در بودیسم می‌بینند، اما به عنوان خالق یا دارای زندگی ابدی دیده نمی‌شود. این تصویر الهه‌آی از حرم اراوان در بانگکوک تایلند است.

از نظر پیتر هاروی، بودیسم فرض برین دارد که کاینات دارای آغاز نیست، بنابرین نیاز به یک خدای خالق دیده نمی‌شود. در متون ابتدائی بودیسم، نزدیک‌ترین اصطلاح به این مفهوم «براهمای بزرگ» (ماها براهما) است قسمی که در دیگ‌ها نیکایا‏ ۱٫۱۸ آمده‌است، هرچند «براهماها مهربان و بخشاینده هستند اما هیچ‌یک از آنان خالق جهان نیستند.»
در کانون پالی، بودیسم شامل مفهوم خدایان باززایی شده می‌باشد. بر اساس این نظریه، سیستم جهان فیزیکی به صورت دورهٔ خاتمه یافته و موجوداتی که در آن زندگی می‌کردند در آسمان‌های پایین‌تر به عنوان خدایان باززایی می‌شوند. بر اساس کیهان‌شناسی بودایی، این جهان نیز خاتمه یافته و خدای ماهابراهاما متولد می‌شود که کاملاً تنهاست. او آرزو موجودیت دیگران را می‌کند و خدایان دیگر به عنوان دستیارها و ندیم‌های او باززایی می‌شوند. در سوتاهای بودایی مثل DN 1، ماهابراهاما زندگی‌های قبلی اش را فراموش کرده و اشتباهاً خود را خالق، سازنده، بیننده همه چیز و خدا می‌پندارد. بر اساس متون بودایی این عقیده بعداً توسط خدایان دیگر پخش و نشر می‌شوند. نهایتاً، یکی از خداها می‌میرد و به شکل انسان متولد شده و قدرت به یادآوری زندگی قبلی اش را پیدا می‌کند. او آنچه را که از زندگی قبلی اش در آسمان پایین‌تر در مورد خالق بودن ماهابراهاما به یاد می‌آورد به دیگران تعلیم می‌دهد. بر اساس کتاب پالی، این کار باعث می‌شود که انسان‌ها به موجودیت خالق عقیده داشته باشند.

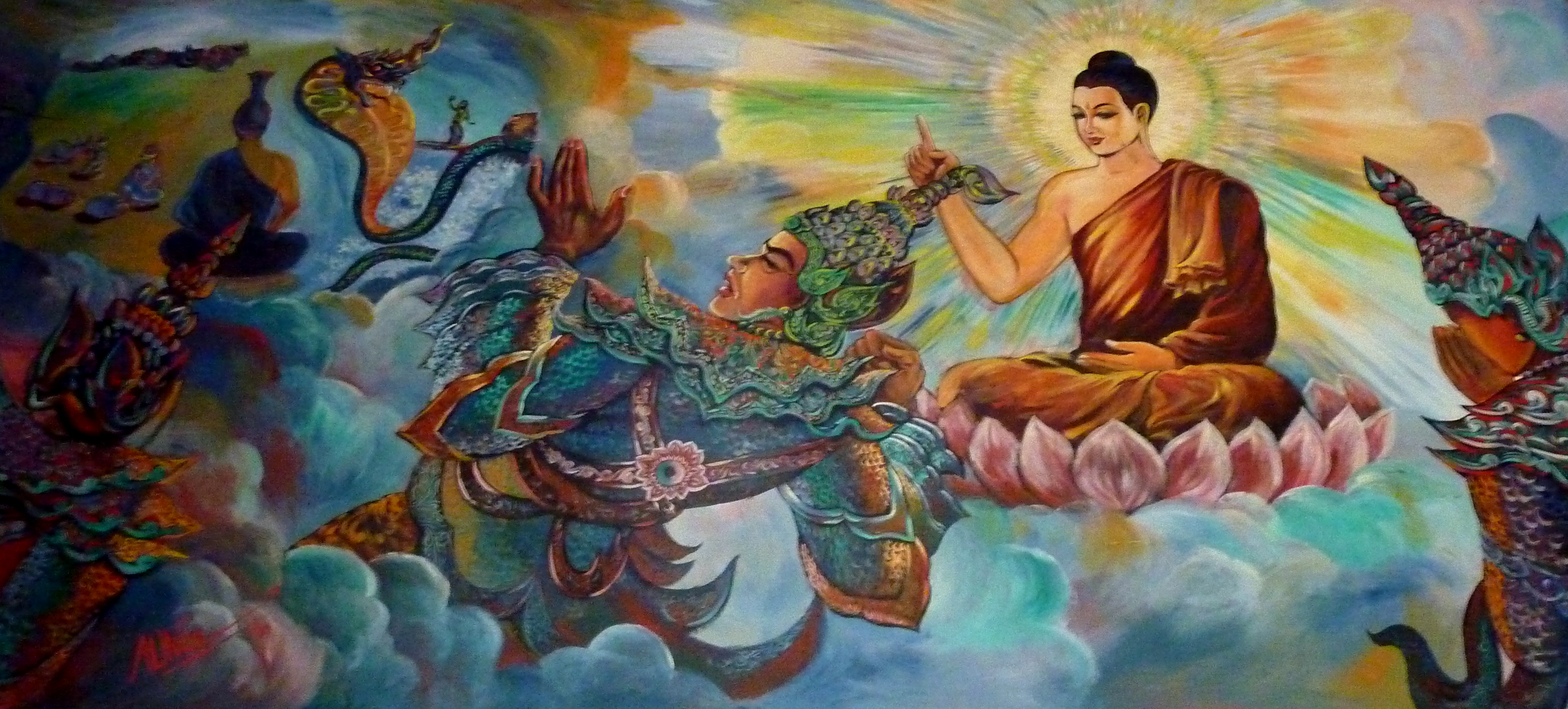
تصویری از شکست خوردن «باکا براهما» توسط بودا، یک خدای براهما که به‌طور اشتباه معتقد بود خالق و قدرت مطلق است. «وات اولاک مادو» ، کداح.

داستان مشابهی برای یک خدای والا مرتبه (براهما) که خود را اشتباهاً خالق با قدرت می‌پندارد در براهما-نیمانتانیکا سوتا‏ (MN 49) دیده می‌شود. در این سوتا، بودا دانش فوق‌العاده خود را به نمایش گذاشته و تعریف می‌کند که چگونه یک خدای والامرتبه به اسم باکا براهما، کسی که معتقد است دارای قدرت والا است، در حقیقت برخی از عالم‌های روحانی را نمی‌داند. بودا همچنین با ناپدید شدن از نظر باکا براهما و رفتن به عالمی که او به آن دسترسی ندارد و بعداً به چالش کشیدن او که عین کار را انجام دهد، قدرت فوق‌العاده روانی خود را به رخ می‌کشد. باکا براهما موفق به انجام این کار نشده و ثابت می‌شود که بودا از او بهتر است. این متن همچنین مارا، یک شخصیت شیاد (حیله‌گر) بدکاره، را به تصویر می‌کشد که تلاش می‌کند تا سؤ تفاهم براهما در مورد خودش را حمایت کند. قسمی که توسط مایکل دی. نیکولاس بیان شده‌است، MN 49 نشان می‌دهد که «اعتقاد داشتن به یک شخصیت خالق ابدی یک عمل منحرف بوده و توسط یک موجود بدکاره برای انحراف بشر پیشکش شده و برداشت می‌شود که برهمن‌ها که به قدرت و بقای براهما معتقد هستند، شکار این حقه شده‌اند.»

## کتابشناسی
- Harvey, Peter (2013), An Introduction to Buddhism: Teachings, History and Practices (2nd ed.), Cambridge, UK: Cambridge University Press, ISBN 978-0-521-67674-8
- Taliaferro, edited by Charles (2013), The Routledge Companion to Theism, New York: Routledge, ISBN 978-0-415-88164-7 {{citation}}: |first= has generic name (help)
- de La Vallee Poussin, Louis (fr. trans.); Sangpo, Gelong Lodro (eng. trans.) (2012) Abhidharmakośa-Bhāṣya of Vasubandhu Volume I. Motilal Banarsidass Pubs. شابک ‎۹۷۸−۸۱−۲۰۸−۳۶۰۸−۲
- Norbu, Namkhai; Clemente, Adriano (1999). The Supreme Source: The Kunjed Gyalpo, the Fundamental Tantra of Dzogchen Semde. Snow Lion Publications.